# Wendehals (Vogel)
Der Wendehals (Jynx torquilla) ist der einzige europäische Vertreter der Gattung Jynx, die außer ihm noch den in Afrika beheimateten Rotkehl-Wendehals (Jynx ruficollis) umfasst. Die Art ist von Nordwestafrika ostwärts in einem breiten Gürtel bis an die asiatische Pazifikküste verbreitet. Europa ist fast flächendeckend besiedelt, doch gingen die Bestände vor allem ab der zweiten Hälfte des 20. Jh. in vielen Regionen gravierend zurück.
Die meisten Populationen der Art sind Langstreckenzieher mit Überwinterungsgebieten südlich der Sahara, beziehungsweise südlich des Himalaya und in Südostasien. Der Wendehals ist damit der einzige weitgehend obligate Zugvogel unter den europäischen Spechten. Nur einige Populationen in den südlichsten Verbreitungsgebieten verbleiben das gesamte Jahr über im Brutgebiet. Er ist wie alle anderen Spechte auch Höhlenbrüter, vermag aber keine eigenen Nisthöhlen anzulegen, sondern verwendet solche anderer Spechtarten, insbesondere die des Buntspechtes, sowie Nistkästen. Wendehälse ernähren sich fast ausschließlich von Ameisen.
Vor allem in Mitteleuropa ist der Bestand der Art anhaltend rückläufig; dennoch ist der Gesamtbestand – vor allem aufgrund des sehr großen Verbreitungsgebietes – zurzeit nicht gefährdet.
Ihren Namen bekam die nur etwa lerchengroße Art wegen der auffälligen Kopfdrehungen. Diese wurden in vielen nationalen Trivialnamen sowie im Artepitheton torquilla (lateinisch torquere „drehen, winden“) namengebend.

## Aussehen

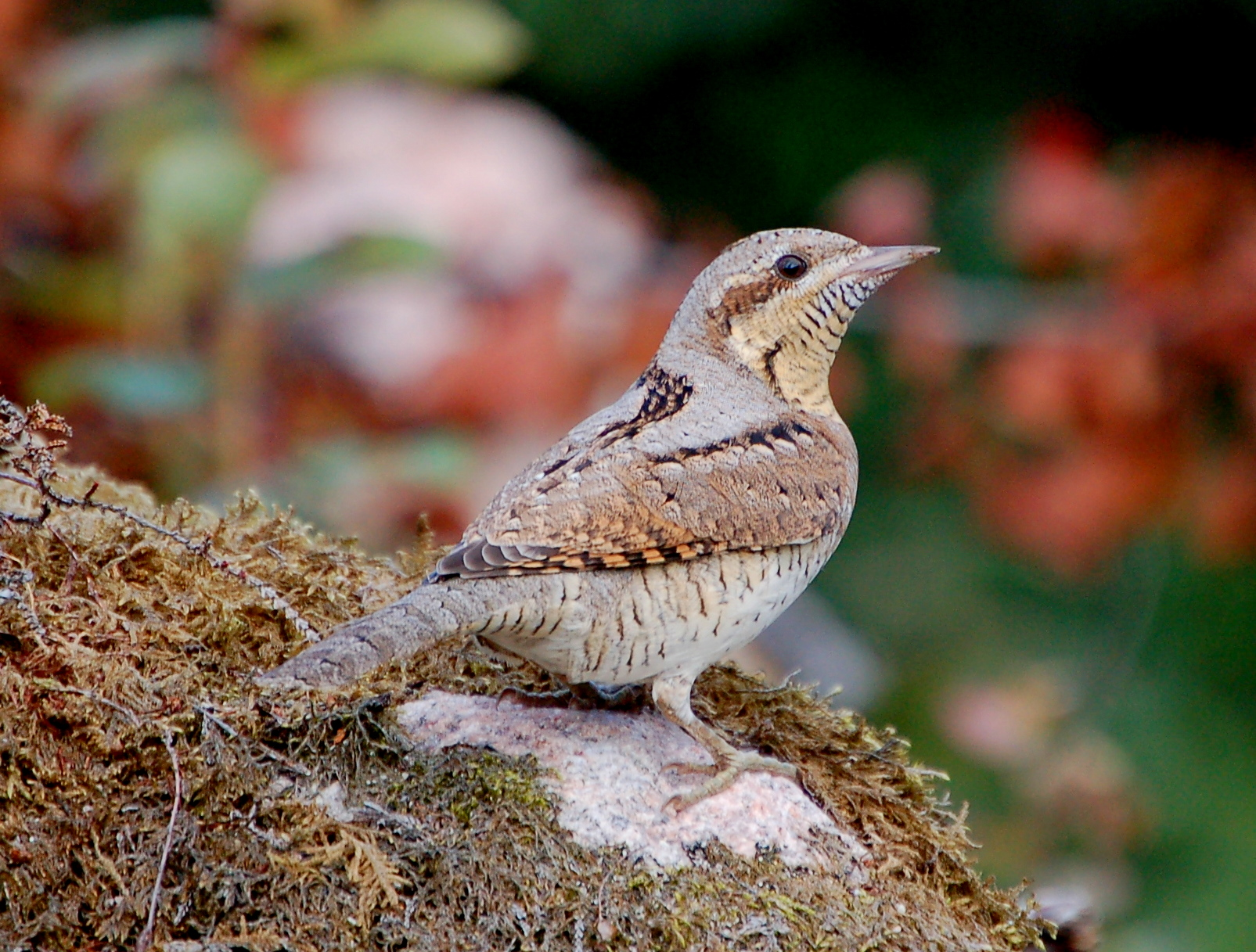
Adulter Wendehals

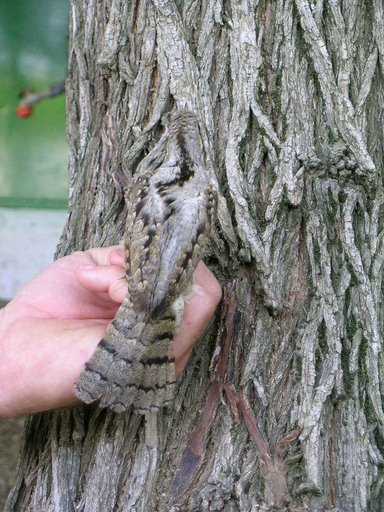
Die Vögel sind sehr gut getarnt

Die Nominatform (J. t. torquilla) ist insgesamt sehr gut bestimmbar. Sie erinnert eher an eine kleine Drossel als an einen Specht. Die Körperlänge liegt mit etwa 17 Zentimetern deutlich unter der einer Singdrossel, das Gewicht beträgt bis zu 50 Gramm. Der Vogel hat ein rindenfarbenes, graubraunes Gefieder ohne deutliche Feldkennzeichen, kurze hellgraue Beine, einen grauen, ebenfalls recht kurzen, spitzen Schnabel sowie einen auffallend langen, graubraunen Schwanz mit drei undeutlich dunkelbraunen Querbinden. Schnabel und Beine können einen leicht grünlichen Anflug aufweisen. Bei gutem Licht sind die pfeilspitzförmige Zeichnungen der Unterseite sowie die isabellfarbene Kehle erkennbar. Das Kopfgefieder wird in Erregungssituationen gesträubt und bildet so eine auffallende, undeutlich gebänderte Haube. Vom Oberkopf bis zum Rücken verläuft ein dunkelbraunes Band, das bei Altvögeln klar vom übrigen Graubraun des Obergefieders abgegrenzt ist. Bei Jungvögeln ist es verwaschener und verschmilzt stärker mit den Farbkonturen des übrigen Obergefieders. In derselben Farbe verläuft ein Zügelband bis weit hinter das Auge.
Die Geschlechter unterscheiden sich kaum voneinander; Weibchen sind etwas matter gefärbt, rötlichbraune Töne des Bauchgefieders, die bei Männchen im Brutkleid häufig sind, fehlen bei ihnen. Auch die Jungvögel sind den Altvögeln sehr ähnlich, insgesamt überwiegen bei ihnen allerdings mattere Brauntöne, die Kehle kann sehr hell, fast weiß sein. Die pfeilspitzförmige Zeichnung des Bauchgefieders ist kaum erkennbar, am ehesten wirkt diese Körperregion leicht dunkelbraun gebändert.

## Stimme
Während der Balz-, Brut- und Fütterungszeit können Wendehälse sehr auffällig sein. Außerhalb dieser Periode bemerkt man ihre Anwesenheit kaum. Der Gesang kann mit dem Ruf des Baumfalken verwechselt werden und besteht aus in der Tonhöhe ansteigenden 'gäh'-Elementen, die schnell gereiht zuerst nasal und später gellend 'kje' klingen. Oft singen die Partner, auf einem Pfahl sitzend, im Duett, daneben geben sie bei Brutablösung ein leises Trommeln und Klopfen von sich.
Vor allem Jungvögel, zuweilen aber auch Altvögel setzen einen schlangenähnlichen Zischlaut in Bedrohungssituationen ein, auch schlangenähnliche Bewegungen werden in solchen Situationen simuliert. Dieses Verhalten wird Schlangenmimikry genannt.

## Verbreitung

### Brutgebiet

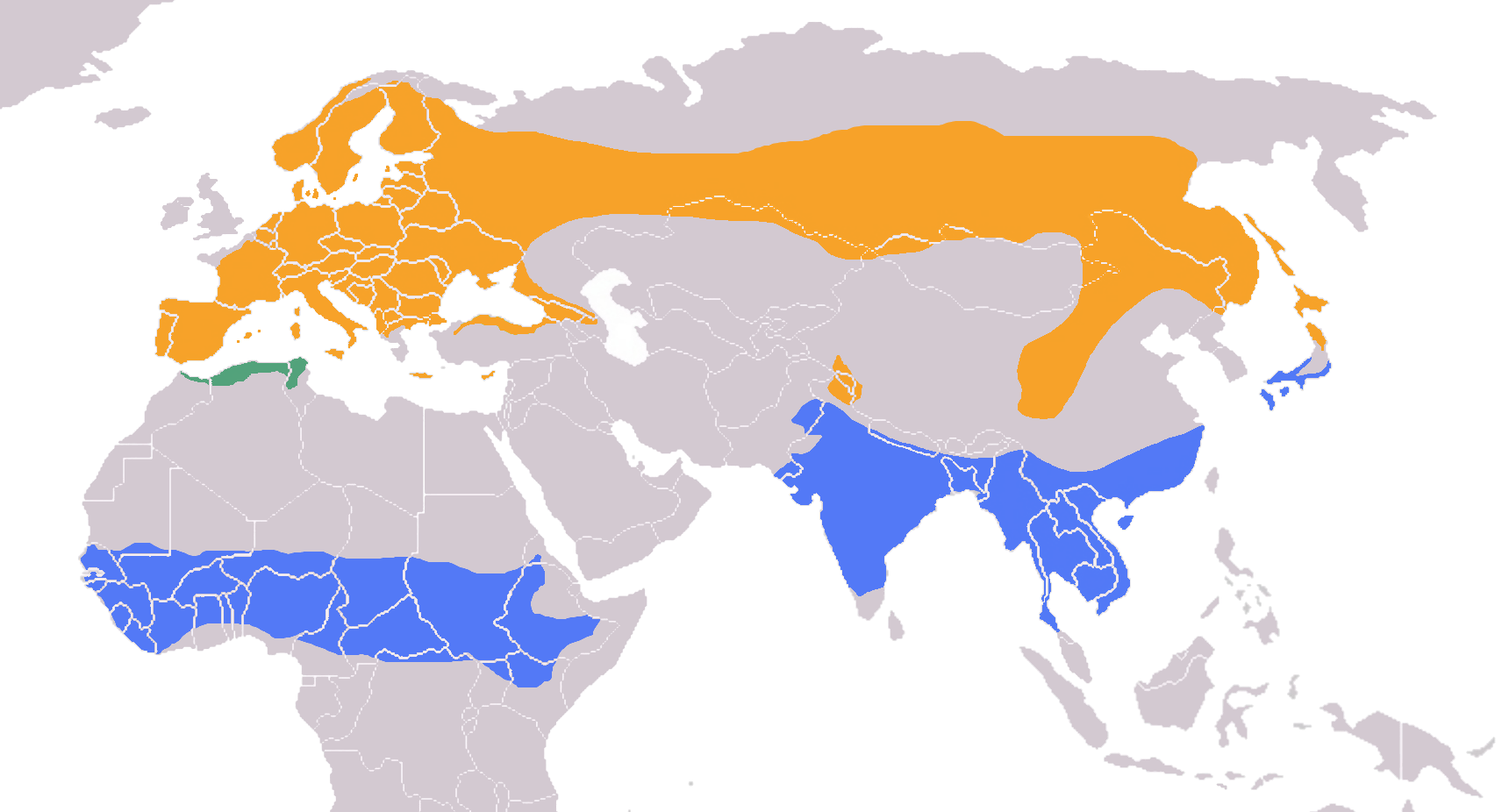
Sommervogel
Jahresvogel
Winterverbreitungsgebiete

Das Brutgebiet umfasst Teile Nordwestafrikas, die Iberische Halbinsel, Frankreich, Schottland, das südliche Nordsee-Hinterland, Fennoskandien und weite Teile des übrigen Europas. Nach Osten erstreckt es sich in einem breiten Gürtel bis an den Pazifischen Ozean. Im äußersten Osten bestehen Brutvorkommen auf Sachalin, Hokkaido und in Nordkorea. Im nördlichen Lappland erreicht die Art bei etwa 70° Nord ihre nördlichste Verbreitungsgrenze; sonst liegt diese etwa zwischen 61° – 65° Nord. Die Südgrenze ist uneinheitlich und umfasst einige inselartige Vorkommen. In Europa sind Südspanien, Sizilien und Nordgriechenland lückenhaft besiedelt, in der Türkei ebenfalls sehr lückenhaft die Schwarzmeerküste. Vereinzelt brütet die Art im Kaukasusgebiet. In Asien verläuft die südliche Verbreitungsgrenze bei etwa 50° Nord. In China liegen die südlichsten Brutvorkommen im Norden der Provinz Sichuan bei etwa  35° Nord. Ein deutlich isoliertes inselartiges Brutgebiet liegt im nordwestlichen Himalaya.

### Wanderungen
Der Wendehals ist der einzige Langstreckenzieher unter den europäischen Spechten. Nur die Inselpopulationen (Korsika, Sardinien, Sizilien sowie Zyperns) sind zum Teil Standvögel oder Kurzstreckenzieher, wie auch J. t. mauretanica und die südlichsten Populationen der asiatischen Unterarten.
Der Wegzug der Nominatform erfolgt in breiter Front ab Mitte August. Die Alpen werden meistens überflogen, das Mittelmeer wird hingegen von den Westziehern über Spanien und Gibraltar, von den Ostziehern über den Balkan und die Ägäisinselbrücke, bzw. die Bosporus-Sinai-Strecke umflogen. Zunehmend werden Überwinterungen in Südspanien, dem südgriechischen Festland sowie auf einigen griechischen Inseln festgestellt. Nordskandinavische Populationen ziehen zum Teil über Großbritannien, wo einige Exemplare erfolgreich überwintert haben. In Mitteleuropa erscheinen die Heimzieher nicht vor der zweiten Märzdekade, häufiger erst Mitte April. In der Nordpaläarktis brütende Vögel erreichen ihr Brutgebiet erst Anfang Mai oder später.
Wendehälse ziehen vor allem nachts und meist einzeln.
Das Überwinterungsgebiet der europäischen Arten liegt südlich der Sahara, und zwar in einem breiten Streifen von Senegal, Gambia und Sierra Leone im Westen bis nach Äthiopien im Osten; nach Süden reicht es bis zur Demokratischen Republik Kongo und Kamerun. Auch die westasiatischen Populationen bevorzugen diese Überwinterungsgebiete. Die zentral- und ostasiatischen Brutvögel überwintern auf dem indischen Subkontinent beziehungsweise im südlichen Ostasien einschließlich Südjapans. Vereinzelt gelangen ostasiatische Heimzieher nach West-Alaska.

## Lebensraum

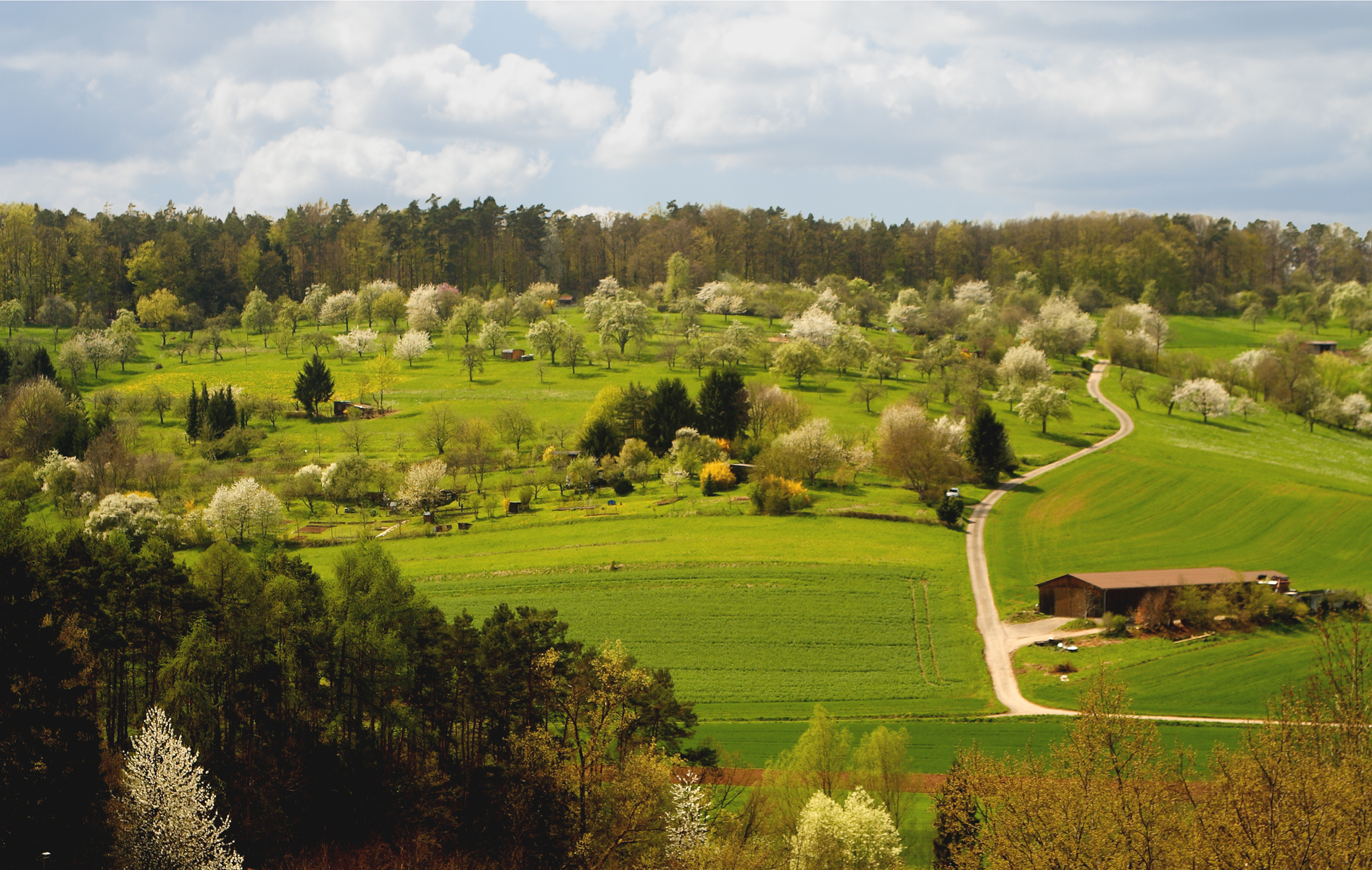
Möglichst kurzrasige, ungedüngte Streuobstwiesen bieten dem Wendehals Lebensraum

Wendehälse besiedeln offene und halboffene klimatisch begünstigte Landschaften mit zumindest einzelnen Bäumen. Geschlossene Wälder werden ebenso gemieden wie baumlose Steppen, Wüsten und Hochgebirge. Vor allem Parklandschaften, Streuobstwiesen, große Gärten sowie Weinbaugebiete, gerne mit Bruchmauerwerk, sind dagegen ideale Habitate dieser Art. Auch lichte Birken-, Kiefern- und Lärchenwälder, seltener sogar Auwälder, werden besiedelt. Das Angebot an bestimmten Ameisenarten sowie Brutmöglichkeiten in Spechthöhlen, natürlichen Baumhöhlen oder Nistkästen begrenzen das Vorkommen. In letzter Zeit haben Wendehälse vor allem im südwestlichen Mitteleuropa Windbruchschneisen und großflächige, durch Windbruch entstandene Lichtungen besiedelt. Allgemein bevorzugen die Vögel Gegenden mit kontinentalem Klima; solche mit feuchtem Meeresklima, etwa die französische Atlantikküste, kann der Wendehals als Brutgebiet nicht oder nur in sehr geringer Zahl nutzen.
Der Wendehals ist vor allem eine Art der Niederungen und der Hügellandstufe unter 1000 Metern. Vereinzelt wurden im Kaukasus und in den Alpen Brutvorkommen in über 1600 Metern Höhe festgestellt.
In den Überwinterungsregionen werden vielfältige insektenreiche Habitate, vor allem aber Akaziensavannen aufgesucht. Sie reichen vom Flachland bis weit in die montane Stufe. Reine Wüstengebiete werden nur temporär und an ihren Rändern aufgesucht, geschlossener Regenwald überhaupt nicht.

## Nahrung und Nahrungserwerb

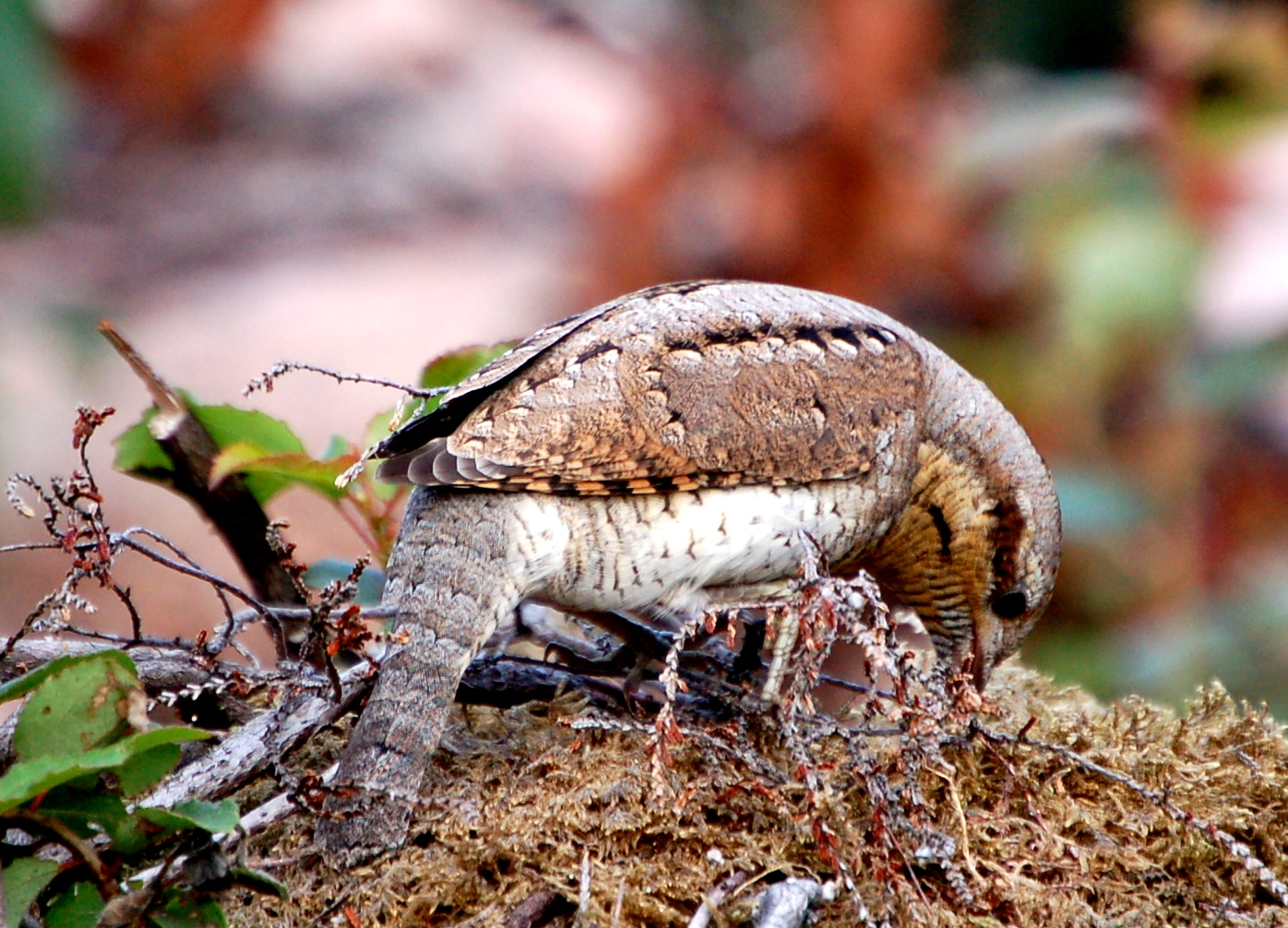
Der Wendehals sammelt seine Nahrung vor allem am Boden

Im Brutgebiet ist der Wendehals sehr stark auf das Vorkommen bestimmter Ameisenarten angewiesen: Rasen-, Wiesen- und Wegameisen werden bevorzugt, Formica-Arten, wie etwa die Rote Waldameise meistens gemieden. Larven und Puppen überwiegen, doch gehören voll ausgebildete Ameisen und auch Geschlechtstiere ebenso zur Nahrung der Art. In sehr geringem Umfang werden noch andere Insekten wie Blattläuse, Schmetterlingsraupen oder Käfer sowie Früchte und Beeren verzehrt. Auffallend und nicht zur Gänze geklärt ist die Neigung des Wendehalses, verschiedene, meist glänzende Gegenstände aufzusammeln, in die Nisthöhle einzutragen und möglicherweise an die Jungen zu verfüttern. Dazu gehören Plastikmaterialien, Metallteile, Alufolien, Porzellanbruchstücke und anderes. Im Magen einiger toter Küken wurden solche Materialien gefunden.
Wendehälse überfallen gelegentlich die Bruthöhlen anderer Höhlenbrüter, vornehmlich die von Meisen und Fliegenschnäppern. Aufgefundene Gelege werden zerstört und meist außerhalb der Bruthöhle fallen gelassen. Ob Wendehälse manchmal auch Eier oder Jungvögel fressen, ist unklar.
Die Nahrung wird fast ausschließlich am Boden mit Hilfe der langen, klebrigen Zunge aufgelesen. Zuweilen werden Ameisenbauten mit Schnabelhieben geöffnet. Unverdauliche Nahrungsbestandteile werden in Speiballen (auch Gewölle genannt) abgesetzt. Seltener jagen Wendehälse an Bäumen oder Mauern. Sie sind jedoch nicht wie andere Spechte imstande, mit Hilfe des Schnabels die Baumrinde zu lösen und darunter nach Insekten zu suchen.

## Verhalten

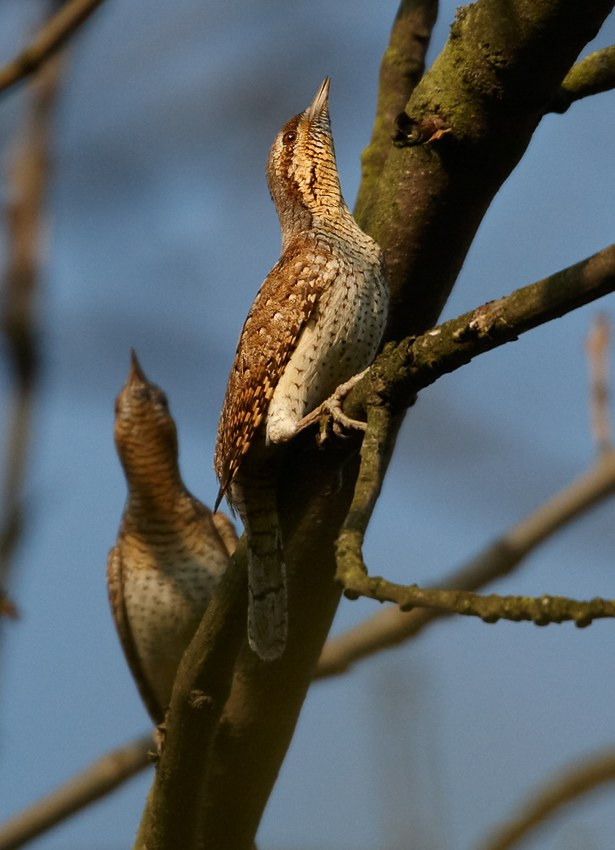
Schraubiges Aufsteigen im Geäst ist sowohl Bestandteil des Balz- als auch des Aggressionsverhaltens

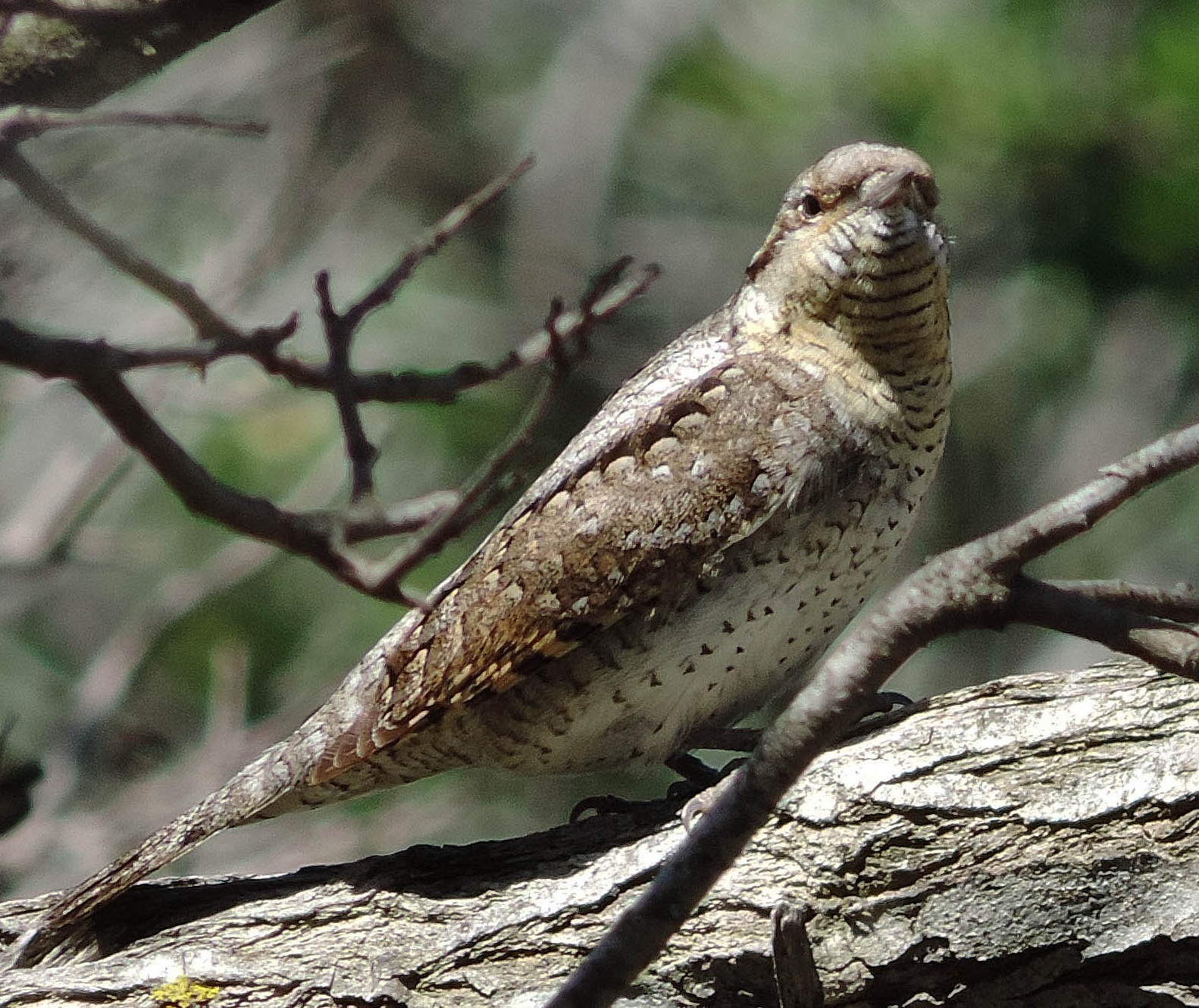
Wendehälse sitzen wie Ziegenmelker oft in Längsrichtung auf Ästen

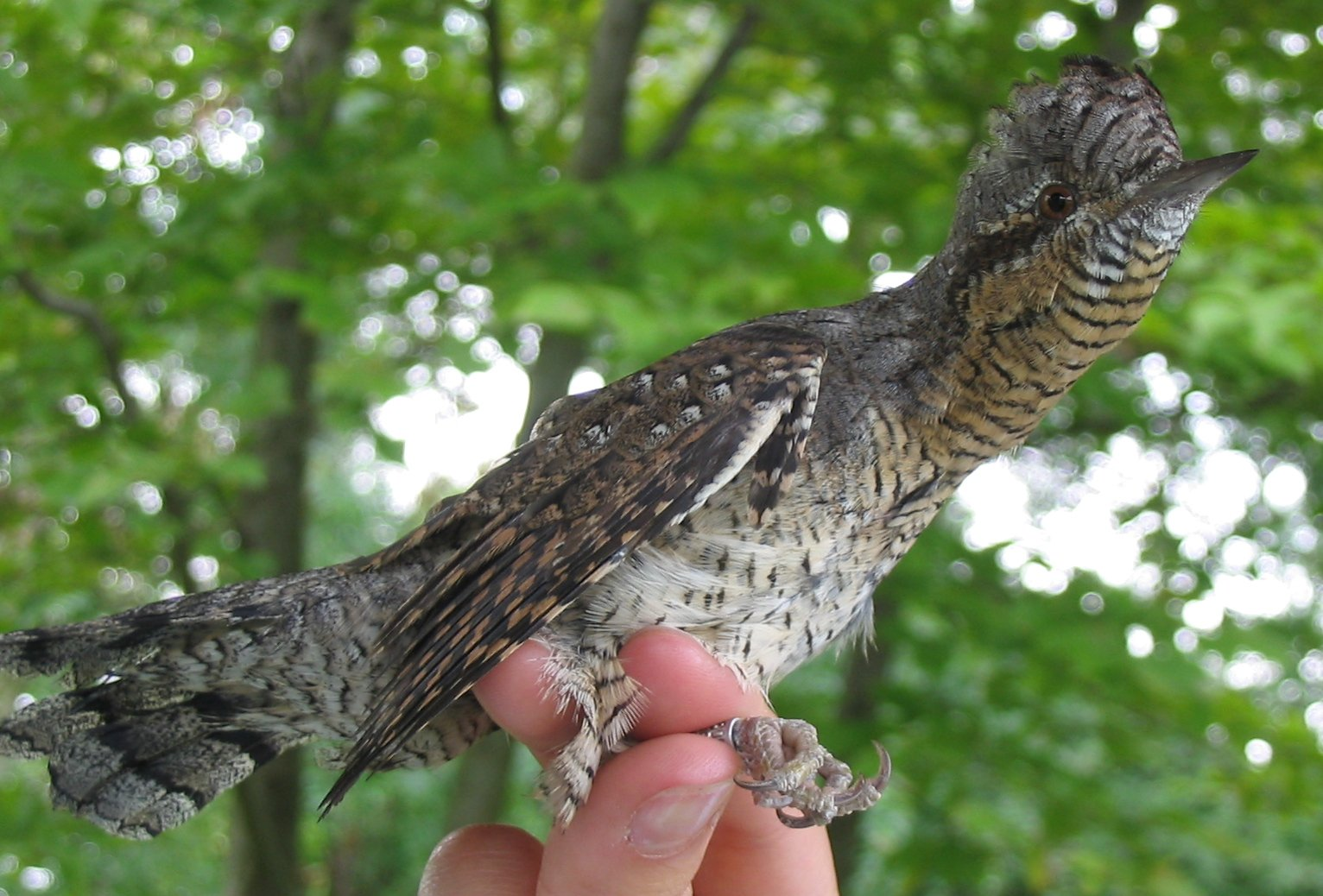
Wendehals nach der Beringung
Gut erkennbar sind der stressbedingt gefächerte Schwanz und die gesträubten Kopffedern

Der Wendehals ist tagaktiv und oft im Eingang seiner Bruthöhle zu sehen. Der Vogel gehört zu den mäßig schnellen Fliegern, wobei er im Wellental die Flügel anlegt. Er klettert kaum und kann sich nur schlecht mit den nicht steifen Schwanzfedern abstützen. Sehr häufig befindet er sich am Boden, meistens hüpfend; dort ist er am ehesten verwechselbar. Die namensgebenden ruckartigen Kopfdrehungen sind nur in Bedrohungssituationen sehr auffällig. In dieser Situation werden bei meistens aufrechter Körperhaltung die Kopffedern aufgestellt und der Schwanz gespreizt. Der Kopf wird gedreht und gewendet, auch die Zunge kann vorgeschleudert werden. Der Vogel ist nicht sehr scheu. Während der Brutzeit lebt er paarweise und territorial, sonst, insbesondere im Überwinterungsraum, einzelgängerisch und umherstreifend. Jungvögel sind während der Führungszeit akustisch recht auffällig. Wendehälse können nicht wie andere Spechte an senkrechten Stämmen landen. Sie sitzen wie Singvögel entweder quer zur Astrichtung oder nach Art der Nachtschwalben in der Längsrichtung. Während der Brutzeit sind Wendehalspaare streng territorial und verteidigen ihr Brutgebiet energisch. Andere Vögel, insbesondere andere Spechte, werden sofort angeflogen und oft direkt attackiert. Auffallend ist ein besonders aggressives Verhalten gegenüber anderen Höhlenbrütern, deren Bruten von Wendehälsen oft zerstört werden.

## Brutbiologie

### Balz
Anders als einige andere Spechte, bei denen auch über die Wintermonate ein loser Paarzusammenhalt bestehen bleibt, führen Wendehälse eine Brutsaisonehe; die Bindung der Partner erlischt mit dem Flüggewerden der Jungen. Schon bei Zweitbruten kann es zu einem Partnerwechsel kommen. Auf Grund der sehr großen Brutorttreue beider Geschlechter kommt es jedoch relativ häufig zu Wiederverpaarungen. Sofort nach Ankunft im Brutrevier beginnen die Partner mit der Balz, die vor allem aus langen Verfolgungsflügen, Bruthöhlenzeigen und auffälligen Rufreihen besteht; letztere werden meist von niedrigen, oft exponiert liegenden Singwarten, wie einzelstehenden Büschen oder Pfählen, sowohl an den Reviergrenzen als auch im Revierzentrum vorgetragen. An der Nistplatzexploration beteiligen sich beide Geschlechter. Kopulationen finden meist auf dem Boden, nur selten auf Ästen statt. Gegen Ende der Balz reduziert das Männchen seine Gesangsaktivität und beschränkt sie auf nur eine Singwarte in der Nähe der Nisthöhle. Nach Ablage des ersten Eies halten sich Wendehälse sehr verborgen.

### Fortpflanzung und Brut

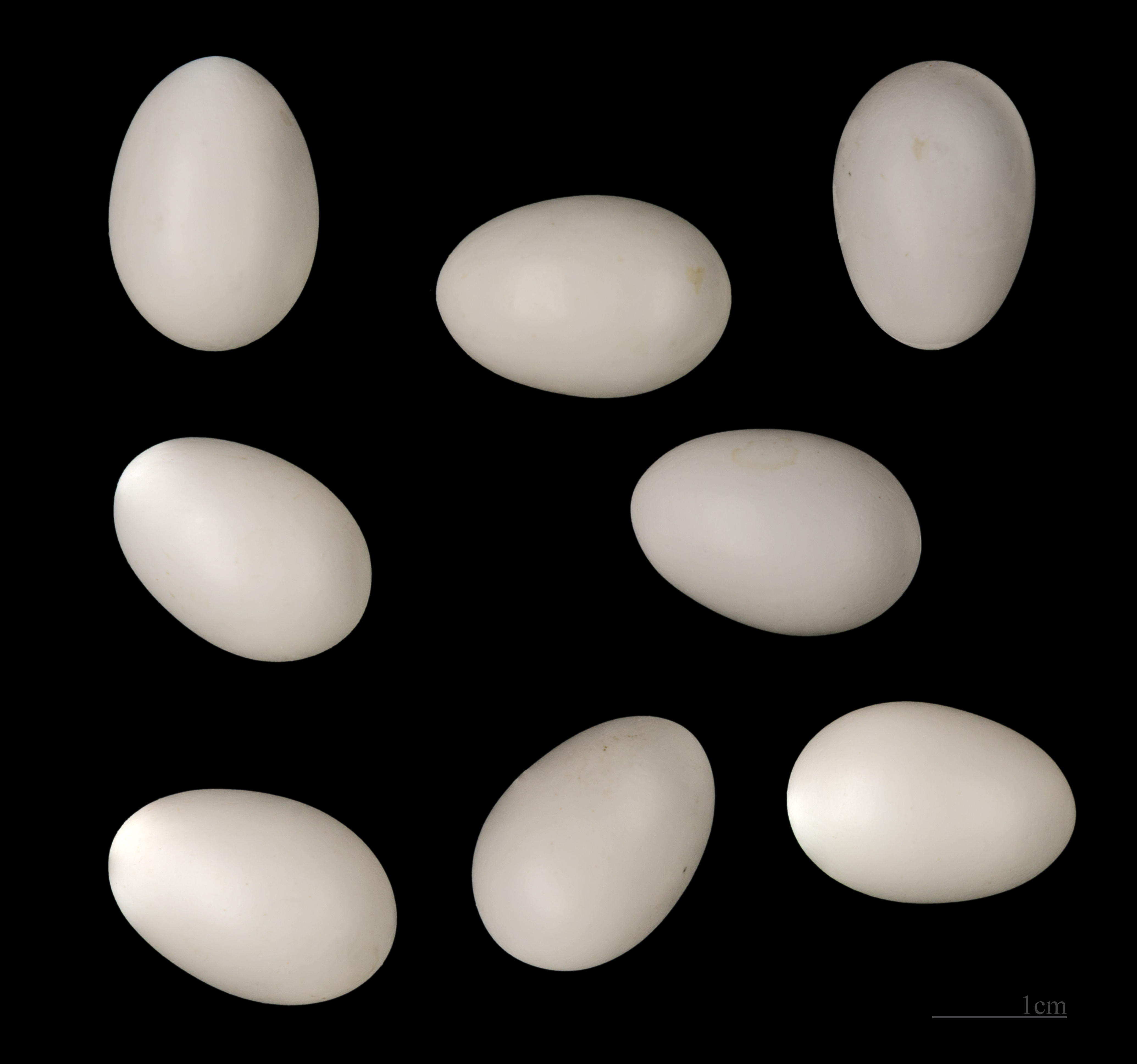
Jynx torquilla, Eier

Als Höhlenbrüter, der sich selbst keine Höhlen schaffen kann, ist der Wendehals auf das Vorhandensein von natürlichen Baumhöhlen oder Spechthöhlen angewiesen. Auch Nistkästen nimmt er an. Oft werden schon besetzte Bruthöhlen okkupiert und die Vorbesitzer samt Eiern oder Jungen entfernt. Unter solchen Überfällen leidet die Art selbst aber auch, vor allem Buntspecht (Dendrocopos major) und Blutspecht (Dendrocopos syriacus) räumen zuweilen Wendehalsbruten radikal aus. Daneben kommen in sehr geringer Zahl auch Niststandorte in Gemäuern oder Höhlen von Uferschwalben oder Eisvögeln vor. Nistmaterial wird nach Spechtart nicht oder nur in sehr geringem Maße eingetragen. Auch die Höhle selbst wird nicht bearbeitet, sieht man davon ab, dass Wendehälse Nistmaterial, Eischalen und andere Hinterlassenschaften von Vorbesitzern rigoros entfernen.
Die Gelegegröße ist sehr variabel, liegt meistens aber zwischen sechs und zehn, in Ausnahmefällen bei bis zu 14 glatten, mattweißen Eiern, in einer durchschnittlichen Größe von etwa 21 × 16 Millimetern. Bei Erstbrütern, beziehungsweise bei sehr schlechter Nahrungsverfügbarkeit, wurden auch Kleingelege mit weniger als 5 Eiern festgestellt. Bei Verlust des Erstgeleges, oft aber auch bei erfolgreicher Erstbrut, kommen auch Zweitgelege mit meistens geringerer Eianzahl vor. Zweitbruten gehören bei weiter südlich lebenden Populationen eher zur Regel, dort brüten manche Paare – dann meist verschachtelt – auch ein drittes Mal. Zuweilen wurden Gelege mit über 20 Eiern festgestellt. Es wird angenommen, dass bei solchen Supergelegen intraspezifischer Brutparasitismus vorliegt, also zumindest noch ein zweites Weibchen an seinem Zustandekommen beteiligt war. Die Eier werden im Tagesabstand gelegt und zuerst nur vom Weibchen gewärmt, nicht aber fest bebrütet. Nach Ablage der letzten Eier brüten beide Partner, sodass die Küken nur in geringen Zeitintervallen schlüpfen. Die Nestlingszeit, während der beide Eltern die Brut versorgen, beträgt etwa 20 Tage. Flügge Wendehälse werden nur mehr kurze Zeit (maximal zwei Wochen) von den Eltern geführt. In dieser Zeit sind ihre Bettelrufe sehr auffällig. Danach verlassen sie, meistens bereits in Zugrichtung, das Elternrevier.

## Systematik
Die beiden Arten der Gattung Jynx stellen eine sehr unterschiedliche Kleingruppe innerhalb der Spechte dar. Sie bilden die Unterfamilie Jynginae. Diese ist das Schwestertaxon zu den beiden anderen Unterfamilien der Spechte den Picumninae und den Picinae. Wahrscheinlich zählen sie zu den ältesten Entwicklungsstufen innerhalb der Familie. Es wurden viele Unterarten beschrieben, von denen jedoch die meisten als individuelle Färbungsvarianten zu betrachten sind. Mit Stand 2016 werden noch vier Unterarten anerkannt.
- Jynx torquilla torquilla Linnaeus, 1758: Großteil von Europa und Asien. Überwintert im südlichen Spanien, auf den Balearen sowie südlich des Himalaya und im südlichen Ostasien. Die früher beschriebenen Unterarten J. t. sarudnyi, J. t. chinensis und J. t. japonica werden nicht mehr allgemein anerkannt.
- Jynx torquilla tschusii Kleinschmidt, 1907: Korsika, Süditalien, Sardinien, Sizilien und östliche Adriaküste. Deutlich dunkler als die Nominatform mit kontrastreicherer dunkler Zeichnung auf Ober- und Unterseite. Überwintert in Afrika, zum Teil schon nördlich der Sahara. Einige Populationen in Sizilien und Kalabrien sind Jahresvögel.
- Jynx torquilla mauretanica Rothschild, 1909: Maghreb. Ähnlich wie J. t. tschusii jedoch etwas kleiner und an der Unterseite blasser. Meist resident.
- Jynx torquilla himalayana Vaurie, 1959: Nordwestlicher Himalaya: Nordwestpakistan bis Himachal Pradesh. Deutlicher als die anderen Unterarten auf der Unterseite gebändert. Überwintert in niedriger gelegenen Regionen oder etwas südlich des Verbreitungsgebietes.

## Bestand und Bestandtrends
In seinem großen Verbreitungsgebiet ist der Gesamtbestand der Art gegenwärtig nicht bedroht.
Quantitativ und populationsdynamisch ist der Gesamtbestand nur in Europa zu erfassen. Er wird auf knapp 600.000 Brutpaare geschätzt. Hier geht der Bestand seit Beginn des 19. Jh. zurück. Die Bestandsabnahmen verliefen in längeren Zyklen, denen gebietsweise wieder Bestandserholungen und Arealausweitungen folgten. Seit Beginn der 1960er Jahre beschleunigte sich die Bestandsausdünnung enorm, sodass die Art aus Großbritannien fast zur Gänze verschwand und große Gebiete Nordwesteuropas weitgehend räumte. In Zentraleuropa dünnte die zuvor flächige Besiedelung aus und reduzierte sich auf Inselvorkommen in klimatisch und strukturell begünstigten Regionen. Auch in Südwest- und Südosteuropa geht der Bestand der Art kontinuierlich zurück. Seit Beginn des 21. Jh. scheint sich der Rückgang zu verlangsamen, gebietsweise wurden auch Wiederbesiedelungen festgestellt.
Zurzeit brüten in der Schweiz 2000–3000 Paare. Auch in Österreich wird eine ähnliche Bestandsgröße vermutet,  doch weisen detaillierte regionale Untersuchungen auf bedeutend geringere Bestandszahlen hin. Aus Deutschland liegen ebenfalls nur wenige aktuelle Bestanderhebungen vor. In Niedersachsen und Bremen brüteten 1985 noch mindestens 1250 Brutpaare. 1997 wurden 250 besetzte Reviere gezählt und 2005 180. Zurzeit (2016) dürfte die Anzahl der Brutpaare in Deutschland 10.000 nicht wesentlich überschreiten. In der Roten Liste der Brutvögel Deutschlands von 2020 wird die Art in der Kategorie 3 als gefährdet geführt.
Hauptursachen dieser Entwicklung liegen in landschaftlichen Veränderungen wie Ausräumen der Landschaft, Vernichtung der Streuobstwiesen, Verlust von Trockenrasengebieten u. a., in geänderten landwirtschaftlichen Kulturmethoden wie Vorverlegung von Mähterminen, häufige oder auch fehlende Mahd sowie im verstärkten Einsatz von Bioziden. Besonders gravierend scheinen sich der Verlust von Rand- und Pufferzonen (ungedüngte Feldraine, Brachen, Trockenrasen, offene, vegetationsarme Flächen) und das Verschwinden unbefestigter Wege auszuwirken. Auch Umstellungen in der Waldbewirtschaftung, insbesondere die Abkehr von der Kahlschlagwirtschaft und die großräumige Umwandlung lichter Kiefernwälder in hochstämmige Buchen- und Douglasienbestände führen zum Verlust geeigneter Habitate.
Die bevorzugten Beutetiere des Wendehalses sind Ameisen. Deren Bestand nimmt bereits bei geringen Stickstoffeinträgen signifikant ab; zusätzlich ziehen sie sich in immer tiefer liegende Bauten zurück, so dass sie für ihn nicht mehr erreichbar sind. Ferner ist das zunehmend atlantischer werdende Klima für die Art ungünstig, doch gehen die von dieser Klimaentwicklung kaum betroffenen Bestände in Süd- und Südosteuropa ebenfalls drastisch zurück.

## Namensherleitung
Nach der griechischen und der römischen Mythologie war Jynx eine Dienerin der Io. Durch Zauberei hat sie Jupiter (Zeus) zur Liebe mit Io verlockt. Zur Strafe wurde sie von Juno (Hera) in einen Vogel verwandelt und auf ein Rad festgebunden. Dieses Rad wurde als magisches Werkzeug für Liebeszauber verwendet.
Torquilla leitet sich vom lateinischen Verb torquere ab, was „winden, drehen“ bedeutet und die außerordentlich auffälligen Kopfdrehungen dieser Art beschreibt. In anderen Sprachen sprechen die nationalen Gattungsnamen ebenfalls diese Verhaltensweise an, zum Beispiel im Englischen (wryneck – „Schiefhals“) oder im Niederländischen (draaihals – „Drehhals“).

## Im übertragenen Sinn
Weil der Wendehals leicht und häufig seinen Blickwinkel wechselt, wurde sein Name schon früh zur Bezeichnung von Opportunisten angeführt. Sehr verbreitet wurde diese Übertragung im Verlauf der Wende in der DDR. Rosa Luxemburg erwähnte den Wendehals als Vogel, dessen klagenden Ruf sie wiedererkenne, noch ohne diese Zweitbedeutung in einem Brief aus dem Gefängnis an Sophie Liebknecht.

## Kulturelle Bezüge
- Der Sänger Werner Böhm hat sich den Künstlernamen „Gottlieb Wendehals“ zugelegt.
- Der Asteroid (8773) Torquilla wurde nach dieser Art benannt.[23]